# Código de Srivastava
Na teoria da codificação, os códigos de Srivastava, formulados por Jagdish Narain Srivastava, formam uma classe de códigos de correção de erros parametrizados que são um caso especial de códigos alternantes.

## Definição
O código original de Srivastava sobre GF (q) de comprimento n é definido por uma matriz de paridade H de forma alternante.
{\displaystyle M={\begin{bmatrix}{\frac {\alpha _{1}^{\mu }}{\alpha _{1}-w_{1}}}&\cdots &{\frac {\alpha _{n}^{\mu }}{\alpha _{n}-w_{1}}}\\\vdots &\ddots &\vdots \\{\frac {\alpha _{1}^{\mu }}{\alpha _{1}-w_{s}}}&\cdots &{\frac {\alpha _{n}^{\mu }}{\alpha _{n}-w_{s}}}\\\end{bmatrix}}}
Onde os αi and zi são elementos de GF (qm).

## Propriedades
Os parâmetros deste código são de comprimento n, dimensão ≥ n − ms e a distância mínima ≥ s + 1.